# Transilien

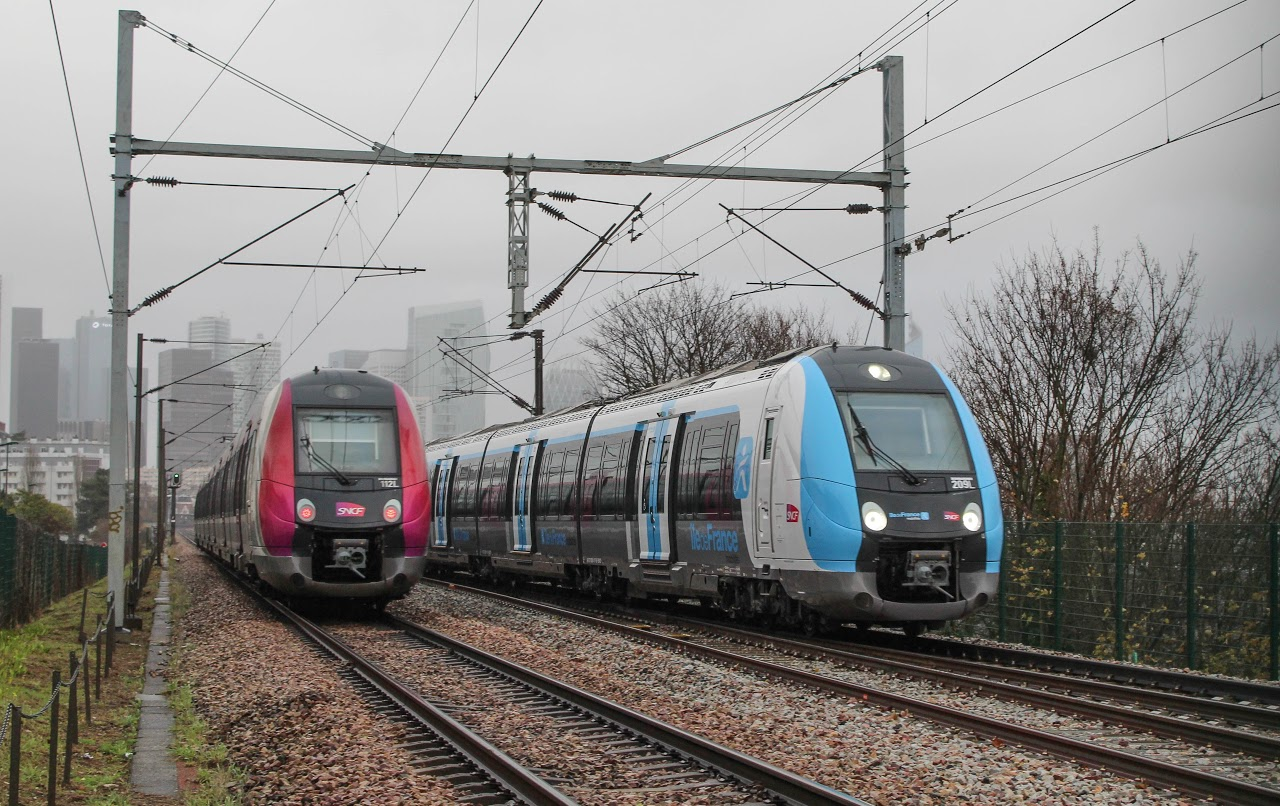
Tren Línea

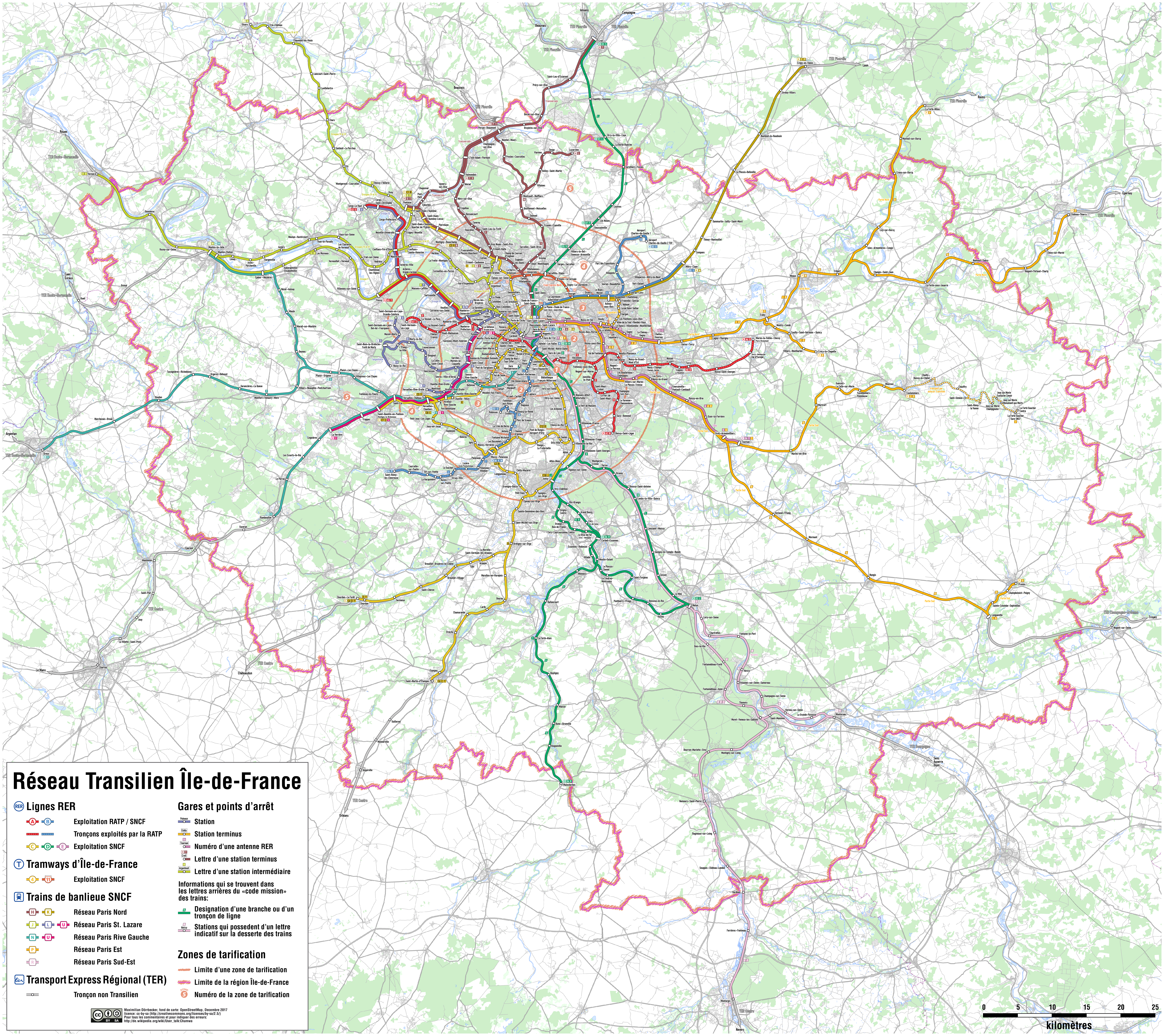

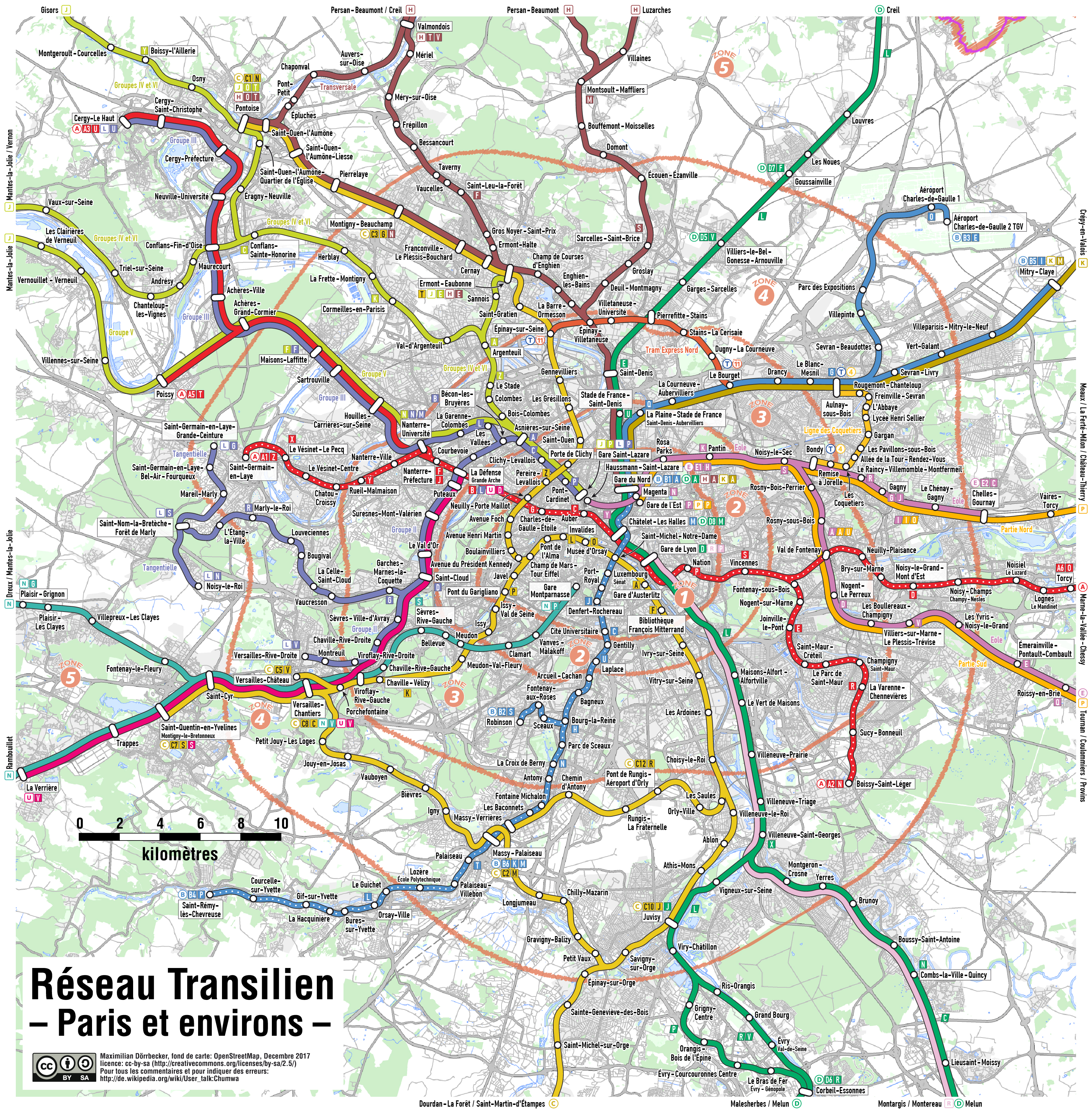

Transilien es la marca de la red de trenes suburbanos de la SNCF en la región Île de France. Es la heredera de los trenes suburbanos que existen desde finales del siglo XIX. Es una marca comercial como lo son TER o TGV, perteneciente a SNCF Viajeros, creada en septiembre de 1999. Se aplica exclusivamente a los trenes de pasajeros y estaciones gestionadas por la Dirección Île de France de la SNCF que cumplen unas condiciones mínimas para recibir esta etiqueta. La red en sí es propiedad de RFF (red ferroviaria francesa) ya que las líneas transferidas a la RATP no forman parte del Transilien. Numerosas líneas son a su vez utilizadas por trenes de viajeros de Grandes Líneas, incluidos TGV, o por trenes de mercancías.
Las líneas del RER (salvo la línea E) tienen la particularidad de atravesar París evitando correspondencias a los usuarios según su recorrido. Transilien explota las líneas de RER gestionadas por la SNCF, esto es, las líneas C, D y E enteras, La línea A, entre Nanterre-Préfecture y Cergy-Le Haut o Poissy y la línea B en la mitad septentrional (al norte de Gare du Nord).
Cabe señalar que el Transilien transportó 615 millones de viajeros en 2004.

## Historia de los trenes suburbanos
La primera línea suburbana de París se abrió el 26 de agosto de 1837 entre París (Estación de Saint-Lazare) y Saint-Germain-en-Laye. Esta línea, la más importante del área metropolitana oeste, se transfirió a la RATP en 1 de octubre de 1972 al ponerse en servicio el tramo Nanterre-Préfécture - Saint-Germain-en-Laye de la línea RER A.
El 1 de septiembre de 1999, la primera clase se suprimió en todos los trenes Transilien, así como en los trenes RER. No representaba más que 1% de los viajeros.

### Influencia de las líneas sobre el crecimiento del área metropolitana deParís
El coste de la vivienda y las condiciones higiénicas dentro de París incitaron a los obreros y otros empleados trabajadores de la capital a irse a vivir a municipios del área metropolitana "campestres". Los trenes suburbanos les permitían y les permiten hoy día llegar al trabajo en la capital de la Île-de-France.
Los mapas topográficos publicados por el Instituto Geográfico Nacional francés muestran que la urbanización del área metropolitana de París se concentra alrededor de las estaciones de las líneas suburbanas. En el sur de la región las líneas siguen el trazado de los valles porque las antiguas locomotoras de vapor no soportaban fuertes rampas, por lo que la urbanización de las mesetas tuvo lugar cuando se generalizó el uso del automóvil en la segunda mitad del siglo XX. Así, el automóvil permitía ir directamente al trabajo o vivir a una cierta distancia de la estación de ferrocarril allí donde los precios de la tierra y alquileres son menos elevados que al lado de las estaciones.
Los geógrafos usan a menudo expresiones como urbanización en "dedos de guante" para referirse al crecimiento a lo largo de las líneas suburbanas (siendo París el centro de dicho guante) en una primera fase y urbanización "en mancha de aceite" en una segunda fase con la generalización del uso del automóvil con lo que crecía la población un poco más lejos de las estaciones.

## El Transilien hoy día

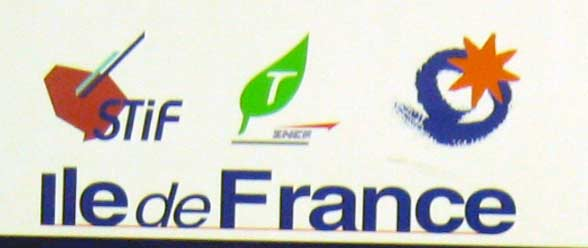
logos de los trenes Transilien.

EL Transilien se divide en cinco regiones (unidades geográficas de la SNCF que no están relacionadas con la división administrativa estatal) repartidas en líneas designadas por una letra al igual que las líneas RER. Estas 5 regiones son Paris Saint-Lazare, Paris Nord, Paris Est, Paris Sud-Est y Paris Rive-Gauche. Su explotación es compleja porque las líneas, el material móvil y las instalaciones tienen características técnicas diversas. Cabe destacar:
- Coexistencia de puestos de agujas de diferentes tipos.
- Diferente alimentación eléctrica en ciertas redes (1500 V corriente continua en vez de 25 KV corriente alterna).
- Tramos de líneas situadas fuera del área metropolitana incluso fuera de la región en ocasiones, lo que multiplica la necesidad de trenes.
- Explotación terminal de las estaciones de ferrocarril parisinas.
- Explotación de cietas estaciones como término/origen o pasante, con o sin parada de ciertos trenes.
- Explotación en zonas concéntricas.
- Fuerte densidad de circulación.
- Mezcla de trenes: TER (regionales), Corail Inter-Cités, VFE (Voyageurs-France-Europe, ex-Grandes Líneas), TGV, Transilien, RER y trenes de mercancías. En ocasiones la red no permite separar los flujos de trenes.

La importancia de la red suburbana se ve claramente cuando hay huelgas de personal de la SNCF o cuando incidencias técnicas graves perturban la red. Miles de viajeros llegan tarde a su trabajo o deciden no ir cuando hay huelga.
Teniendo en cuenta la extensión geográfica de las líneas, su explotación se hace en zonas concéntricas, en general tres zonas. Los trenes que van a las zonas más alejadas son directos o semi-directos al atravesar las zonas próximas de París, lo que permite equilibrar la ocupación de los trenes y acortar el tiempo de recorrido hasta las estaciones más alejadas.

### Transilien Paris Est

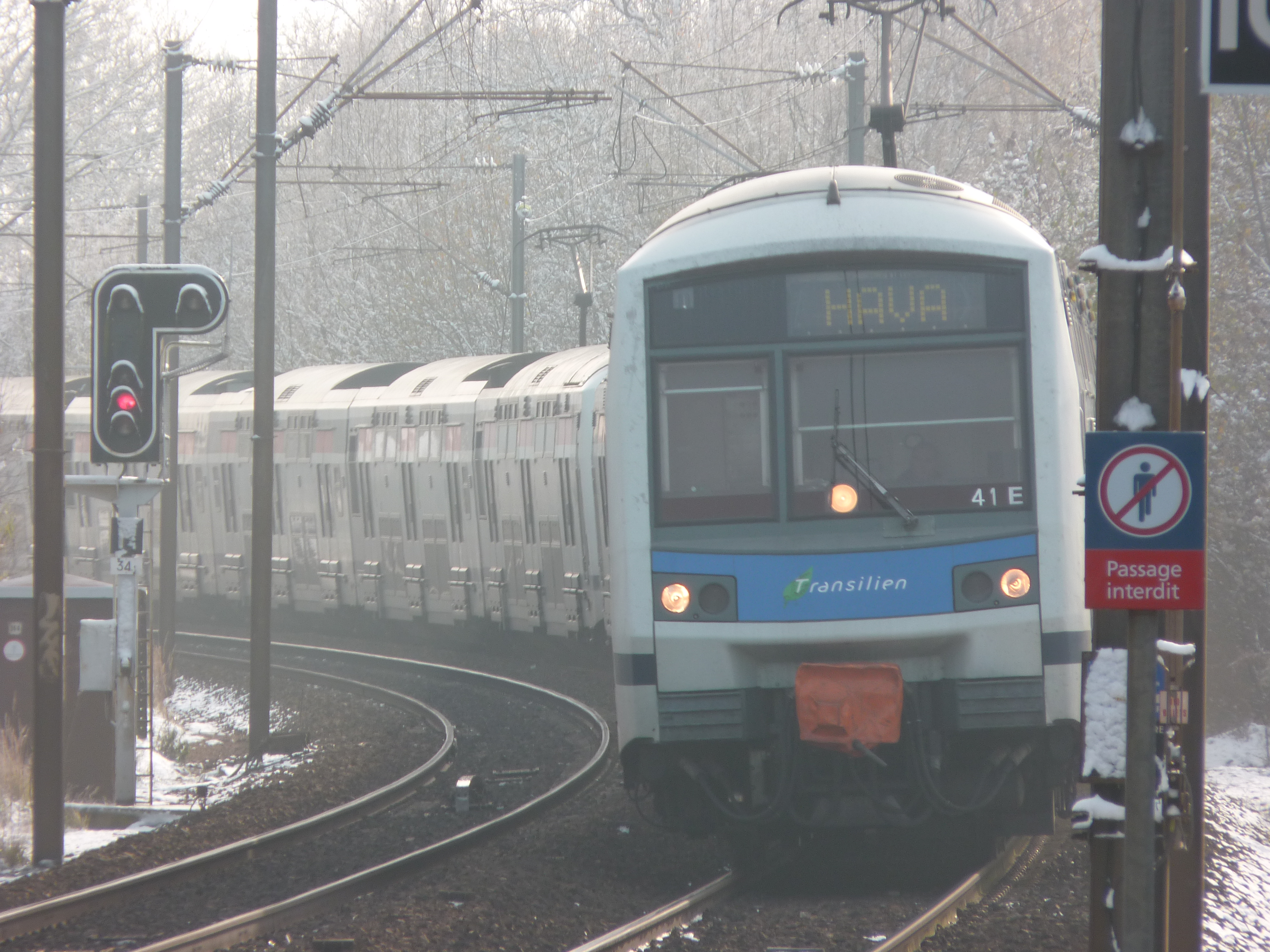
Unidad de la serie Z 22500 en la estación de Ozoir-la-Ferrière.

A partir de Gare de l'Est la red comprende las siguientes líneas:
- Transilien P Norte
  - Paris-Est <> Meaux
  - Paris-Est <> Crouy-sur-Ourcq <> La Ferté - Milon
  - Paris-Est <> Nanteuil-Saâcy <> Château-Thierry
  - Esbly <> Crécy-la-Chapelle
- Transilien P Sur
  - Paris-Est <> Longueville <> Provins
  - Paris-Est <> Coulommiers
  - Paris-Est <> La Ferté-Gaucher
- Línea RER E:
  - Haussmann - Saint-Lazare <> Chelles-Gournay
  - Haussmann - Saint-Lazare <> Villiers-sur-Marne/Tournan

La Gare de l'Est sirve como terminal provisional de la línea RER E en caso de problemas de explotación entre Magenta y Haussmann - Saint-Lazare.
- Tren-tram (T4) de la línea "Coquetiers" Bondy - Aulnay-sous-Bois inaugurada el 18 de noviembre de 2006, que permite un enlace entre dos zonas del área metropolitana uniendo las líneas B y E de RER.

### Transilien Paris Nord

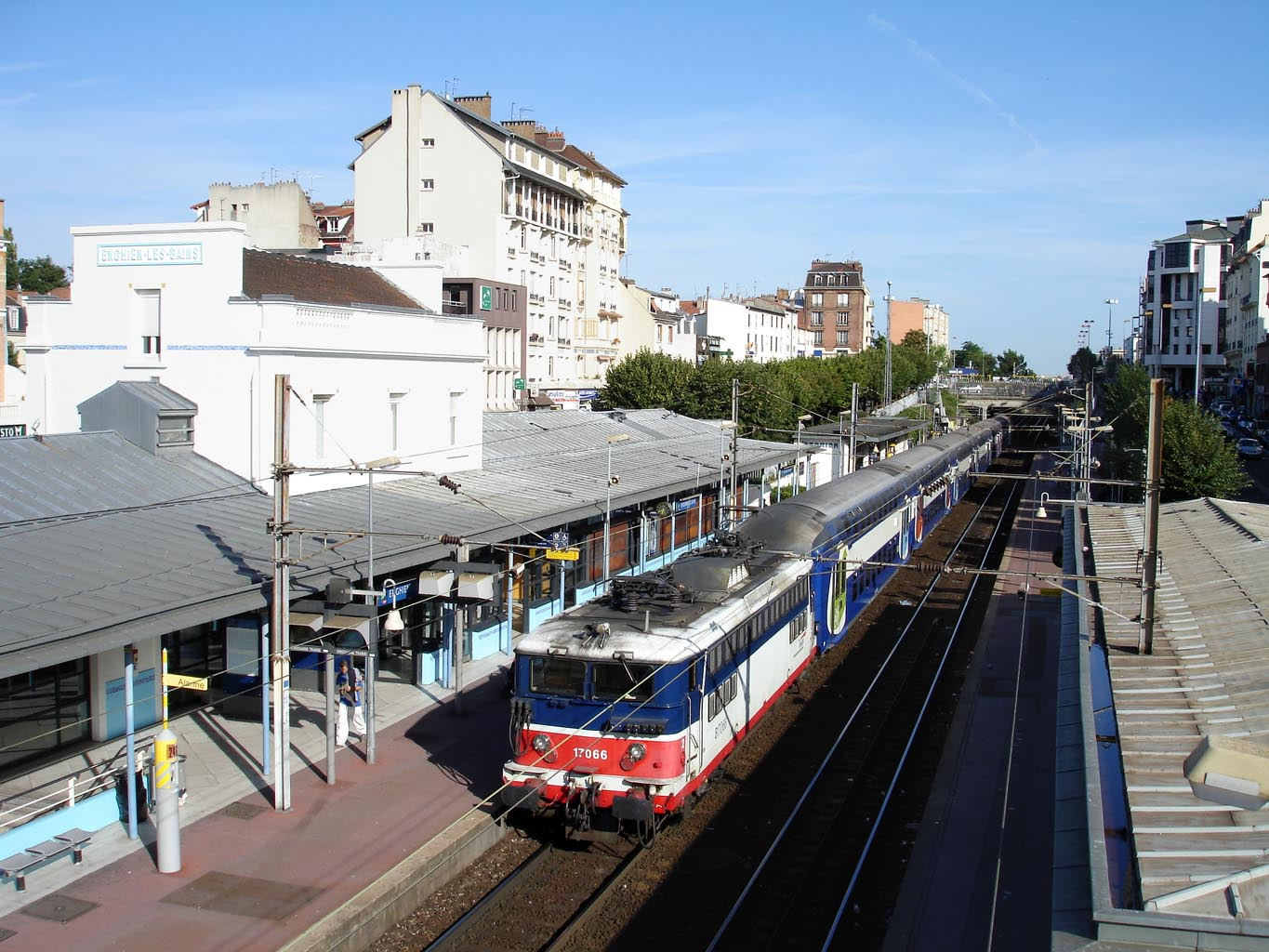
Estación de Enghien-les-Bains.

A partir de Gare du Nord, la red comprende las siguientes líneas:
- Transilien K
  - Paris-Nord <> Mitry - Claye
  - Paris-Nord <> Dammartin Juilly Saint-Mard <> Crépy-en-Valois
- Transilien H
  - Paris-Nord <> Luzarches
  - Paris-Nord <> Persan-Beaumont vía Montsoult-Maffliers (línea Este) y vía Ermont-Eaubonne (línea Oeste)
  - Paris-Nord <> Pontoise
  - Pontoise <> Persan-Beaumont <> Bruyères-sur-Oise <> Creil

Los tramos de RER siguientes también están gestionados por la red Transilien Paris-Nord:
- Línea RER B: Aéroport Charles de Gaulle 2 TGV / Mitry - Claye <> Paris-Nord. Si hay problemas en la línea, los trenes que circulan por el tramo norte acaban en la estación término de superficie y se rompe la interconexión con RATP.
- Línea RER C de Porte de Clichy à Pontoise.
- Línea RER D de Creil à Paris-Nord (la parte sur desde Gare de Lyon está gestionado por la red Sudeste).

### Transilien Paris Saint-Lazare

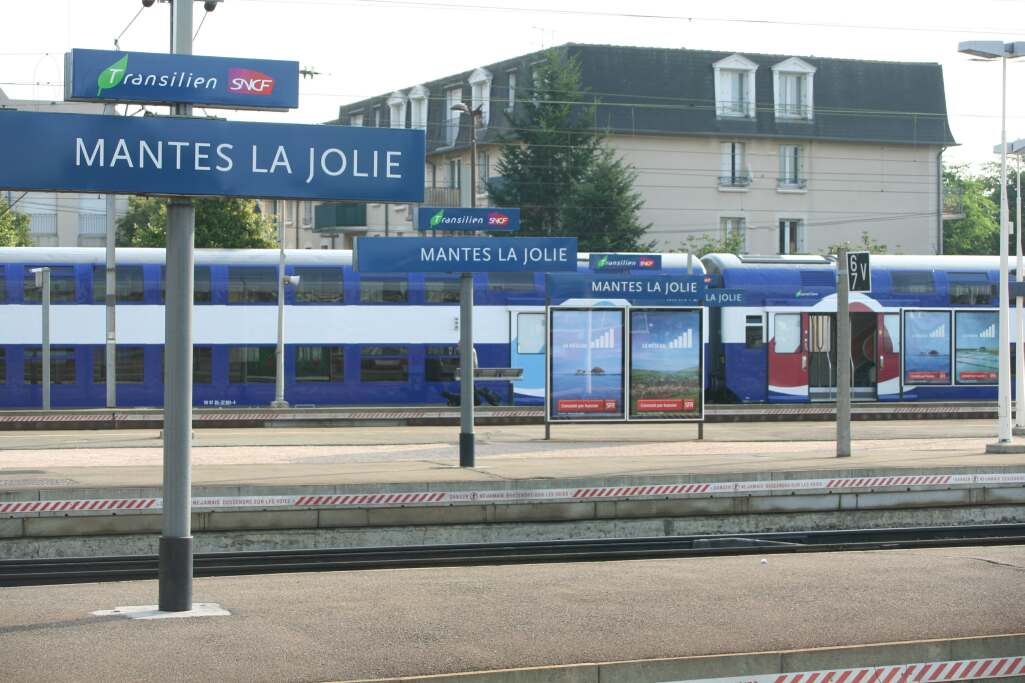
Estación de Mantes-la-Jolie.

A partir de la Estación de Saint-Lazare la red comprende las siguientes líneas:
- Transilien J Norte:
  - Paris Saint-Lazare <> Ermont-Eaubonne
  - Paris Saint-Lazare <> Pontoise
  - Paris Saint-Lazare <> Chars <> Gisors
  - Paris Saint-Lazare <> Mantes-la-Jolie vía Conflans
- Transilien J Sur:
  - Paris Saint-Lazare <> Poissy <> Mantes-la-Jolie
  - Paris Saint-Lazare <> Port-Villez <> Vernon
  - Paris Saint-Lazare <> Bréval <> Évreux (vía Mantes-la Jolie)
- Transilien L Norte:
  - Paris Saint-Lazare <> Cergy-Le Haut
- Transilien L Sur
  - Paris Saint-Lazare <> Saint-Cloud
  - Paris Saint-Lazare <> Versalles - Rive Droite
  - Paris Saint-Lazare <> Saint-Nom-la-Bretèche
  - Sección de la gran circunvalación oeste Saint-Germain-en-Laye - Noisy-le-Roi.
- Transilien U
  - La Défense <> La Verrière

Los tramos de RER siguientes también están gestionados por la red Transilien Paris Saint-Lazare: 
- Línea RER A Cergy-Le Haut / Poissy <> Nanterre - Préfecture. En caso de ruptura de la interconexión con RATP los trenes circulan hasta la estación de Saint-Lazare como terminal provisional.

### Transilien Paris-Montparnasse o Rive Gauche
A partir de la estación de Montparnasse la línea comprende las siguientes líneas:
- Transilien N.
  - Paris-Montparnasse <> Mantes-la-Jolie (vía Plaisir-Grignon)
  - Paris Montparnasse <> Houdan <> Dreux
  - Paris Montparnasse <> Rambouillet <> Gazeran

A lo que se une la gestión de la casi totalidad de la línea RER C.

### Transilien Paris-Lyon
A partir de Gare de Lyon la red comprende las siguientes líneas:
- Transilien R.
  - Paris-Lyon <> Melun
  - Paris-Lyon <> Montereau (vía Moret - Veneux-les-Sablons)
  - Paris-Lyon <> Souppes - Château-Landon <> Montargis
  - Melun <> Montereau (vía Héricy)
  - Juvisy-sur-Orge <> Melun (en horas valles se interconectan con la línea RER D
- Línea RER D en los tramos:
  - Paris-Lyon <> Juvisy-sur-Orge <> Corbeil-Essonnes <> Malesherbes
  - Paris-Lyon <> Melun

## Material móvil

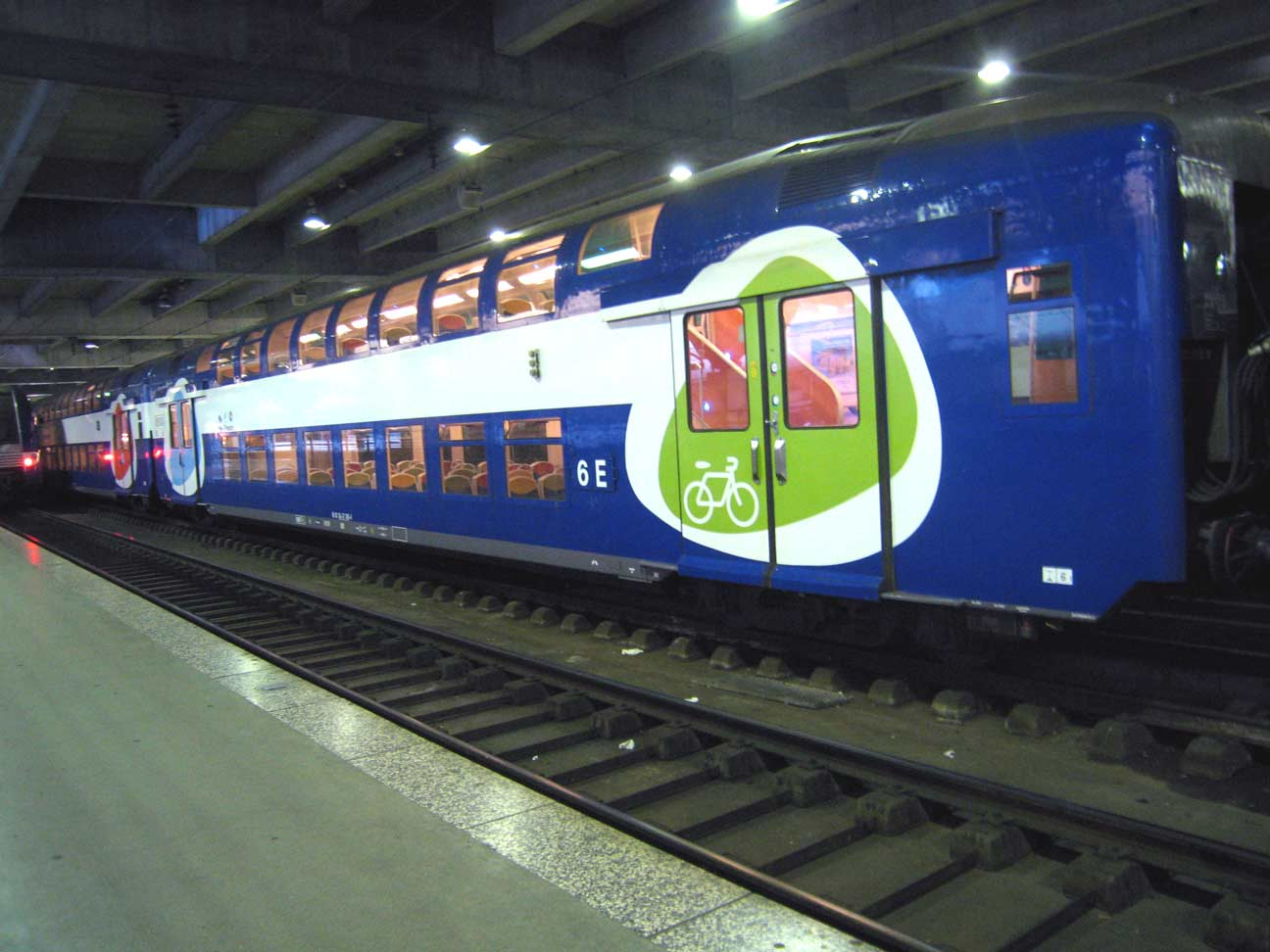
Nuevos trenes Transilien.

El parque móvil usado por Transilien comprende:
- 665 electrotrenes, de los cuales 411 son de dos pisos con 3 a 6 coches por unidad.
- 907 coches de pasajeros, de los cuales 537 son de dos pisos, en bloques indivisibles de 4 a 7 coches.
- 147 locomotoras eléctricas.

La renovación de una parte de este parque móvil está en marcha o programada.
- 60 locomotoras eléctricas Prima (serie 27300) han sido encargadas y están siendo entregadas en tres fases (15 en 2006, 24 en 2007 y el resto en 2008). Remplazarán las locomotoras existentes (BB8500 y BB17000). Se adjudicarán en este orden:
  - En la red Paris-Montparnasse: 22 locomotoras para la línea N.
  - En la red Paris Saint-Lazare: 38 locomotoras para parte de los recorridos de la línea J. En los servicios de esta red, las máquinas que miden más de 5 m implicarán dada la longitud insuficiente de los andenes, la supresión de un coche, lo que tiene como contrapartida la inclusión de más coches de dos pisos.
- El 25 de octubre de 2006, la SNCF concedió a la empresa Bombardier la fabricación de la primera partida de renovación del parque móvil de Transilien. Esta partida comprende 172 unidades cuya entrega debería realizarse entre diciembre de 2009 y 2015. Según la configuración podrán tener hasta 911 asientos.